# Morten Lauridsen
Morten Johannes Lauridsen (Colfax, EUA, 27 de febrer de 1943) és un compositor estatunidenc d'ascendència danesa. Va rebre el 2007 la National Medal of Arts. Fou compositor resident de Los Angeles Master Chorale (del 1994 al 2001) i professor de composició a la Thornton School of Music de la Universitat de Carolina del Sud (abreujada USC) durant més de 40 anys.

## Biografia
Nascut al nord-oest del Pacífic, va créixer a Portland (Oregon) i estudià al Whitman College. Lauridsen va treballar com a guaita i bomber al Servei forestal, abans de viatjar al sud del país per estudiar composició a la University of Southern California amb Ingolf Dahl, Halsey Stevens, Robert Linn i Harold Owen. Va començar a ensenyar a la USC el 1967, i des d'aleshores ha romàs a la institució. Entre el 1990 i el 2002 va ser-ne cap del departament de composició. Entre el 1994 i el 2001 fou compositor resident de la Los Angeles Master Chorale, on va col·laborar sovint amb l'antic director musical Paul Salamunovich. «No he escrit cap nota durant aquests anys sense pensar en Paul i en el so únic que aconsegueix amb la Master Chorale.», afirma Lauridsen. «La manera en què aplega les frases i crea la melodia - escric sempre per a ells.»
Actualment, Lauridsen reparteix el seu temps entre Los Angeles i el seu domicili a l'illa de Waldron, a l'arxipèlag de les Illes San Juan de la costa nord de l'estat de Washington.
La seva vida i obra ha estat recollida en diversos documentals. El documental Shining Night: A Portrait of Composer Morten Lauridsen (2012) retrata el compositor en el seu retir de l'illa de Waldron, i en assajos a Califòrnia i Escòcia. I la sèrie documental Song Without Borders, dirigida per Michael Stillwater, dedica un dels capítols a Lauridsen, i ha rebut diversos premis.

## Premis i reconeixements
Entre altres premis, aconseguí l'Standard Award de l'ASCAP (American Society of Composers, Authors, and Publishers) el 1982 i l'Award for Creative Works de l'organització Phi Kappa Phi el 2007.
El 2006, el National Endowment for the Arts li atorgà el títol d'"American Choral Master". I el 2007 rebé la Medalla Nacional de les Arts de mans del President dels Estats Units a la Casa Blanca "per les seves radiants composicions corals, combinant bellesa musical, poder i profunditat espiritual, que han captivat el públic d'arreu del món".
Les seves obres han estat gravades en més de 200 CDs, cinc dels quals han rebut nominacions als Grammy Award. Els seus principals editors són Peermusic (New York/Hamburg) i Faber Music (Londres).
Lauridsen va presidir el departament de Composició de la "Thornton School of Music" de la USC del 1990 al 2002, i hi va fundar el programa d'estudis avançats en Música per a cinema. Ha estat en més de 100 universitats com a compositor resident convidat o com a conferenciant, i ha rebut doctorats honoris causa de l'Oklahoma State University, els Westminster Choir College i King's College, la Universitat d'Aberdeen (Escòcia) i el Whitman College. El 2014 fou distingit amb la Presidència artística honorària dels Interkultur-Jocs Corals Mundials.

## Obra
Els seus vuit cicles vocals i dues col·leccions –Les Chansons des Roses (Rilke), Mid-Winter Songs (Graves), A Winter Come (Moss), Madrigali: Six "FireSongs" on Italian Renaissance Poems, Nocturnes (Rilke, Neruda i Agee), Cuatro Canciones (Lorca), Four Madrigals on Renaissance Texts, A Backyard Universe, Five Songs on American Poems (Moss, Witt, Gioia i Agee) i Lux Aeterna–, les seves sèries de motets sagrats a cappella (O Magnum Mysterium, Ave Maria, O Nata Lux, Ubi Caritas et Amor, i Ave Dulcissima Maria) i nombroses obres instrumentals són interpretades regularment en concerts per artistes i conjunts de tot el món.
O Magnum Mysterium, Dirait-on (de Les Chansons des Roses), O Nata Lux (de Lux Aeterna) i Sure On This Shining Night (de Nocturnes) s'han convertit en els octets corals més venuts de tots els temps per la distribuidora Theodore Presser, en actiu des del 1783.
Els seus enfocaments musicals són molt diversos, i van des d'allò més directe a l'abstracció en resposta a diverses característiques (objecte, llenguatge, estil, estructura, època històrica, etc.) dels textos que proposa. Les seves obres sacres en llatí, com Lux Aeterna i motetes, sovint fan referència al cant gregorià i processos medievals i renaixentistes, barrejats amb un so recent i contemporani, mentre que altres obres com Madrigali i Cuatro Canciones són altament cromàtiques o atonals. La seva música té un lirisme general i està formanet construïda al voltant de motius melòdics i harmònics.
La sensació que es desprèn de la seva música coral (sigui a cappella o amb acompanyament instrumental) és una sensació de calma i tranquil·litat, amb un cert toc de dolcesa i, sobretot, amb moments d'extrema lluminositat. Tot això s'aconsegueix a través de sèries harmòniques senzilles plenes de primeres inversions (especialment en acords majors), acords de novena que aporten un color especial, frases llargues i delicades, salts de quarta justa i acords desplegats en les diferents veus. Tot això es troba dins de la seva forma de compondre personal, meitat mística i meitat romàntica.
En referència a la música sacra de Lauridsen, el director i musicòleg Nick Strimple va dir que era "l'únic compositor estatunidenc en la història que es pot anomenar un místic, el treball serè del qual conté un ingredient difícil d'assolir i indefinible que deixa la impressió que totes les preguntes han estat respostes ...".
A partir del 1993, la música de Lauridsen augmentà ràpidament en popularitat internacional, i a finals de segle ja havia eclipsat Randall Thompson com el compositor coral estatunidenc més interpretat. Conjuntament amb James Mulholland i Eric Whitacre, es pot afirmar que Lauridsen és actualment un dels compositors estatunidencs de cant coral més interpretats.

### Obra vocal
| Data | Composició / Cicle de cançons                                | Moviments |
| ---- | ------------------------------------------------------------ | --- |
| 2012 | Prayer (sobre un poema de Dana Gioia)                        | |
| 2008 | Canticle / O Vos Omnes                                       | |
| 2006 | Chanson Eloignee (Rilke)                                     | |
| 2005 | Nocturnes                                                    | I. Sa Nuit d'Été (Rainer Maria Rilke) II. Soneto de la Noche (Pablo Neruda) III. Sure on this Shining Night (James Agee) IV. Epilogue: Voici le soir (Rilke, afegit el 2008) |
| 2004 | Ave Dulcissima Maria (escrit per al Harvard Glee Club)       | |
| 1999 | Ubi Caritas et Amor                                          | |
| 1997 | Lux Aeterna                                                  | I. Introitus II. In Te, Domine, Speravi III. O Nata Lux IV. Veni, Sancte Spiritus V. Agnus Dei                                                                               |
| 1997 | Ave Maria                                                    | |
| 1994 | O Magnum Mysterium                                           | |
| 1993 | Les Chansons des Roses (segons poemes de Rainer Maria Rilke) | I. En Une Seule Fleur II. Contre Qui, Rose III. De Ton Rêve Trop Plein IV. La Rose Complète V. Dirait-on                                                                     |
| 1987 | Madrigali: Six "Firesongs" on Italian Renaissance Poems      | I. Ov'è, Lass', Il Bel Viso? II. Quando Son Piu Lontan III. Amor, Io Sento L'alma IV. Io Piango V. Luci Serene e Chiare VI. Se Per Havervi, Oime                             |
| 1981 | Cuatro Canciones Sobre Poesias de Federico Garcia Lorca      | |
| 1980 | Mid-Winter Songs (sobre poemes de Robert Graves)             | I. Lament for Pasiphaë II. Like Snow III. She Tells Her Love While Half Asleep IV. Mid-Winter Waking V. Intercession in Late October                                         |
| 1976 | Where Have the Actors Gone                                   | |
| 1970 | I Will Lift Up Mine Eyes                                     | |
| 1970 | O Come, Let Us Sing Unto the Lord                            | |
| 1967 | A Winter Come (sobre poemes de Howard Moss)                  | I. When Frost Moves Fast II. As Birds Come Nearer III. The Racing Waterfall IV. A Child Lay Down V. Who Reads By Starlight VI. And What Of Love                              |
| 1965 | A Backyard Universe                                          | |

## Publicacions
- "It’s a Still Life That Runs Deep: The Influence of Zurbaran's Still Life With Lemons, Oranges and a Rose on Morten Lauridsen's Composition O Magnum Mysterium," Wall Street Journal, February 21, 2009
- Foreword to the book, Evoking Sound, by James Jordan, GIA Publications, 2009
- "Morten Lauridsen on Composing Choral Music," a chapter in the book Contemporary Choral Music Composers, GIA Publications, 2007
- Liner notes for the CD "Randall Thompson—The Peaceable Kingdom," Schola Cantorum of Oxford, Hyperion Records
- "Remembering Halsey Stevens," National Association of Composer Journal, 1990